# Polinów (folwark szlachecki)
Polinów (dobra ziemskie Konarzewszczyzna i Skolimowszczyzna (Konarzewszczyzna-Skolimów), folwark miasta Łosice) – dawny majątek szlachecki, tzw. jurydyka (enklawa na gruntach miejskich, niepodlegająca władzom miejskim i miejskiemu sądownictwu), założony w XVI w. na wschodnich przedmieściach miasta Łosice (Południowe Podlasie).
Posiadaczami majątku byli kolejno: Iwanowscy, Zemboccy, Konarzewscy, Skolimowscy, a pod koniec XVII w. Miączyńscy herbu Suchekomnaty – starostowie łosiccy. W 1778 r. włości zostały wykupione przez Aleksandrowiczów herbu Aleksandrowicz, a następnie przekazane w utrzymanie hrabiom Ledóchowskim h. Szaława. W 1870 r. Polinów na dekadę przeszedł w ręce Perkowskich h. Peretyatkowicz, by po śmierci właścicieli w 1879 r. zostać wylicytowanym przez Żydów i doprowadzonym do kompletnej ruiny. W 1906 r. podupadły folwark zakupili Kobylińscy, czyniąc go swym rodzinnym gniazdem aż do dziś.